# Успенский собор (Перемышль, Калужская область)
Успенский собор — руинированный православный храм в селе (ранее городе) Перемышль Калужской области. Четверик собора — старейшее здание области наряду с собором Воротынского монастыря. Построен на своих землях князьями Барятинскими предположительно в правление Ивана Грозного. В храмовый ансамбль также входят колокольня 1784 года постройки и трапезная 1871 года.

## История
Храм находится у кромки высокого плато над старицей Оки на месте Перемышльского кремля (Старого городища) — бывшей резиденции перемышльских удельных князей. Существует несколько версий относительно времени возведения собора, однако в настоящее время большинство исследователей сходятся во мнении, что он был построен в эпоху Ивана Грозного.
В 1969 году были разработаны два эскизных проекта реставрации и реконструкции храма, оба из которых предусматривали восстановление килевидных завершений порталов и некилевидных обрамлений закомар и кокошников постамента. Один из эскизов предполагал восстановление галерей и западного крыльца. Реставрационные работы начались в 1972 году, однако вскоре последовало обрушение значительной части храма, после чего работы были прерваны.

Проект реставрации 1991 года

В 1990—1992 годах по заданию областного управления культуры сотрудниками института «Спецпроектреставрация» были проведены новые исследования, а также разработаны эскизный проект реставрации и рабочая документация по усилению и консервации конструкций памятника. Но из-за отсутствия финансирования восстановительные работы так и не были начаты. В 2016 году было вновь объявлено о планах восстановить древнейшее здание Калужской земли, однако дело ограничилось установлением нового креста.

## Строение

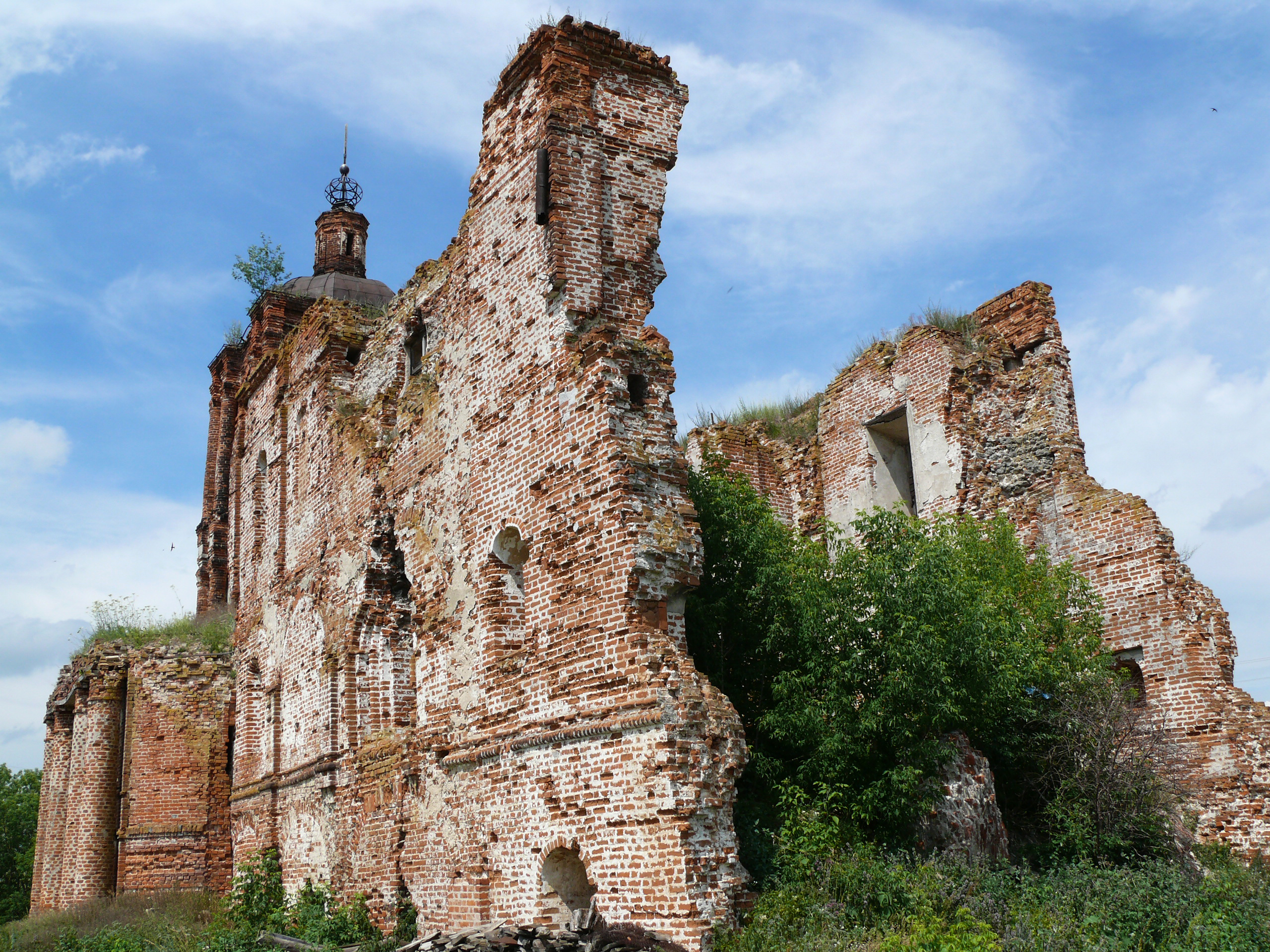
Состояние на 2011 год

В течение своего четырёхвекового существования памятник претерпел много искажений, утратив боковые главы и двухуровневые галереи, которые охватывали его с трёх сторон. К храму были пристроены колокольня (1784) и трапезная (1871). Части храма, венчающие четверик, к настоящему времени полностью утрачены.
Первоначально собор представлял собой сложную развитую структуру, которая по составу помещений, частей и элементов едва ли имела аналоги среди построек времени Ивана Грозного. По высоте собор был разделён на три уровня: верхний храм, высокий подклет и погреба. Верхний храм был четырёхстолпным, трёхапсидным, пятиглавым, с центральной главой, поставленной на прямоугольный постамент. Внутристенная лестница вела на обширные хоры с двумя княжескими молитвенными палатками, отгороженными от основного пространства кирпичными стенками. Западные части сводов апсид были заведены внутрь четверика до восточных столпов, а пространство над ними отгородили тонкой стеной, опиравшейся, как и восточная стена четверика, на этих сводах. Между двумя восточными стенами над центральной апсидой был устроен тайник, а над боковыми — высокие световые колодцы под угловые главы. Невысокое трехчастное пространство под хорами, перекрытое коробовыми сводами, резко контрастировало с основным пространством, вытянувшимся по поперечной оси храма. Наряду с традиционной вертикальной динамикой центральное пространство имело ярко выраженную поперечную составляющую, активно подчеркнутую алтарной преградой, внутренней восточной стеной и стенками палаток на хорах. Эта часть интерьера имела вид своего рода трансепта, высокого узкого короба, прорезанного цилиндром главы, арками хоров, сводами апсид и проемами наружных стен. Рукава креста были перекрыты коробовыми сводами, в поперечном направлении имевшими пониженные подпружные арки, а в продольном направлении — арки, слитые с поверхностью сводов. Под этими сводами, а также под сводами хор в стены были заложены голосники.